# Sonoma rubida
Sonoma rubida är en skalbaggsart som beskrevs av Thomas Casey 1894. Sonoma rubida ingår i släktet Sonoma och familjen kortvingar. Inga underarter finns listade i Catalogue of Life.